# Sereno Watson
Sereno Watson (1 de desembre de 1826 a East Windsor Hill, Connecticut – 9 de març de 1892 a Cambridge, Massachusetts) va ser un botànic estatunidenc.
Es va graduar a Yale en biologia l'any 1847. Es va unir a l'Expedició botànica de Clarence King. El 1873 va ser escollit per Asa Gray com ajudant en el Gray Herbarium de la Universitat Harvard i més tard en va ser el seu curator. Watson va ser escollit Fellow de l'American Academy of Arts and Sciences el 1874, i un membre de la National Academy of Sciences el 1889.

## Obres
- Botany, in Report of the geological exploration of the 40th parallel made ... by Clarence King, 1871
- Watson, Sereno «Revision of the North American Liliaceae: Descriptions of Some New Species of North American Plants». Proceedings of the American Academy of Arts and Sciences, XIV, 1879, pàg. 213–312. DOI: 10.2307/25138538. JSTOR: 25138538 [Consulta: 6 gener 2014].
- Publications by and about S. Watson on WorldCat Arxivat 2012-12-09 at Archive.is